# Ochicanthon cambeforti
Ochicanthon cambeforti är en skalbaggsart som beskrevs av Teruo Ochi, Masahiro Kon och Kikuta 1997. Ochicanthon cambeforti ingår i släktet Ochicanthon och familjen bladhorningar. Inga underarter finns listade i Catalogue of Life.